# مياو هيرانو
مياو هيرانو لاعبة كرة طاولة يابانية ولدت في 14 أبريل 2000 في نومازو، شيزوكا .

## روابط خارجية
- مياو هيرانو على موقع منظمة تنس الطاولة العالمي (الإنجليزية)
- مياو هيرانو على موقع اللجنة الأولمبية الدولية (الإنجليزية)
- مياو هيرانو على موقع أوليمبيديا (الإنجليزية)

- Miu Hirano's ITTF ranking